# WWF SmackDown! 2: Know Your Role
WWF SmackDown! 2: Know Your Role (Exciting Pro Wrestling 2 au Japon) est un jeu vidéo de catch professionnel de la WWE développé par THQ et par YUKE's Future Media Creators. Ce jeu fait partie de la série des WWF SmackDown!. Il est commercialisé sur PlayStation le 21 novembre 2000 aux États-Unis et le 1er janvier 2001 en Europe.

## Système de jeu
Le mode Saison a été modifié par rapport au premier Smackdown!. Il n'y a plus de pré-saison et le joueur plus impliqué dans les storylines. Il y avait quelques défaut dans ce mode et le temps de chargement est très long[réf. nécessaire]. Cependant, le mode "Saison" bénéficiait d'un mode multijoueurs dans lequel les joueurs pouvaient jouer jusqu'à quatre en mode "Saison".  
Le mode Create-a-wrestler a beaucoup été amélioré pour cette version, en s'inspirant de la WWF Attitude, les fans pouvaient mettre plus de détails dans les superstars comme les caractéristiques du visage et les habits. Le joueur peut également créer sa propre intimidation (Create-a-taunt). Il y a aussi beaucoup plus de mouvement dans le jeu. Les entrées existent toujours et les "Titantron" ont été ajoutées.

## Roster
Le jeu possède un bon nombre de personnages débloquables incluant Steve Austin et Shawn Michaels. Débloquer un personnage permet au joueur de débloquer également les items accompagnants (vidéo, thèmes musicaux, etc.) pour la création d'un catcheur. Cependant, le joueur n'avait pas forcément besoin de concourir pour les débloquer. Ils sont débloqués à un point spécifique dans le mode. Steve Austin est débloqué une fois le Backlash passé, peu importe combien de matchs a été gagné.
Les titres en jeu incluent WWF Championship, WWF Intercontinental Championship, WWF European Championship, WWF Hardcore Championship, WWF Light Heavyweight Championship, WWF Women's Championship et WWF Tag Team Championship.

## Accueil

### Critique
- Joypad : 6/10[2]

### Ventes
Pour sa première semaine d'exploitation au Royaume-Uni, le jeu s'écoule à plus de 150 000 exemplaires, soit 31 % des ventes de jeux PlayStation sur la période. Il bat le record détenu par Gran Turismo 2 qui était de 115 000 exemplaires.